# Віскі Кавалер
«Віскі Кавалер» (англ. Whiskey Cavalier) — американський шпигунсько-комедійний телесеріал 2019 року, прем'єра якого відбулася на телеканалі ABC 24 лютого. 12 травня 2019 року канал ABC закрив телесеріал після одного сезону

## Сюжет
Агент ФБР Вілл Чейз («Віскі Кавалер») та його збірна команда із фахівців ЦРУ та інших спецслужб виконують таємні надскладні антитерористичні завдання по всьому світу, при цьому намагаючись зберігати баланс у взаємостосунках.

## У ролях
| Актори                | Персонажі        |
| --------------------- | ---------------- |
| Скотт Фолі            | Вілл Чейз        |
| Лорен Коен            | Френкі Троубрідж |
| Ана Ортіс             | Сьюзан Семпсон   |
| Тайлер Джеймс Вільямс | Едгар Стендіш    |
| Вір Дас               | Джей Датта       |
| Джош Гопкінс          | Рей Прінс        |
| Маріка Домінчик       | Тіна Марек       |

## Виробництво

### Розробка
24 жовтня 2017 року було оголошено, що ABC пілотний епізод серіалу після того, як кілька телемереж виявили інтерес до проєкту. Сценарій пілотного епізоду був написаний Дейвом Хемінгсоном, який також є виконавчим продюсером разом із Біллом Лоуренсом та Джеффом Інголдом. Скотт Фолі був призначений продюсером серіалу. Компанії Doozer та Warner Bros. Television спродюсували пілотний випуск. 16 лютого 2018 року було оголошено, що Пітер Атенсіо буде режисером пілота та стане виконавчим продюсером. 11 травня 2018 року було оголошено, що ABC дав проєкту «зелене світло». Через кілька днів стало відомо, що серіал вийде навесні 2019 року як заміна в міжсезонні[6]. Того ж дня було випущено перший трейлера серіалу.

### Кастинг
Одночасно з оголошенням замовлення пілотного епізоду стало відомо, що Скотт Фолі зіграє головну роль і виступить продюсером. У лютому 2018 року Лорен Коен, Ана Ортіс та Тайлер Джеймс Вільямс приєдналися до основного складу акторів. 23 серпня 2018 року Джош Хопкінс отримав основну роль у серіалі після гостьової ролі у пілотному епізоді. 20 вересня 2018 стало відомо, що Белламі Янг виконає гостьову роль.
Серіал практично повністю знятий у Чехії.